# Günter Hauser
Günter Hauser (* 12. August 1928 in Pforzheim; † 14. März 1981 am Osorno) war ein deutscher Bergsteiger, Expeditionsleiter, Bergschriftsteller und Unternehmer. Er war Gründer des Reiseunternehmens Hauser Exkursionen.

## Bergsteigerische Aktivitäten
Hauser war im Afrika-Verein der deutschen Wirtschaft, Hamburg und im Deutschen Alpenverein (DAV), München aktiv. Als jüngstes Mitglied nahm er 1954 an der Expedition zum Broad Peak (ehemals K 3 genannt) im Karakorum teil. Bereits drei Jahre später leitete er eine Expedition zu den Anden, die die Sektion Schwaben durchführte. Dort gelangen zwölf Erstbesteigungen, darunter die des Alpamayo am 19. Juni 1957. 1965 führte Hauser die erste deutsche Expedition nach dem Zweiten Weltkrieg nach Nepal durch, bei der alle Teilnehmer (acht Deutsche und drei Sherpas) den Gipfel der 7.455 Meter hohen Gangapurna im Annapurnagebiet erreichten.
In seinem Buch Eisgipfel und Goldpagoden – Expedition ins Königreich Nepal würdigte er besonders die Leistungen der einheimischen Hilfskräfte, schilderte die Begegnungen mit den Menschen vor Ort und die Kulturstätten. Dank seines Engagements für das damals kaum bekannte Nepal wurde Hauser zum Königlich Nepalesischen Konsul in Bayern ernannt.
Während einer Erkundungsreise 1981 in Chile verunglückte Günter Hauser am chilenischen Vulkan Osorno tödlich, zusammen mit seinem Begleiter Hans Tiede starb er nach einem Sturz in eine Gletscherspalte an Erfrierungen.

## Wirtschaftliche Tätigkeit
Im Jahr 1973 verwirklichte Hauser seine Vision Fremde Länder und ihre Menschen auch für Nichtbergsteiger, aber auch Landschafts-, Kultur- und vor allem Wanderbegeisterte erreichbar zu machen mit der Gründung der Firma Hauser Exkursionen, deren erstes Programm aus sechs Faltblättern mit fünf Routen in vier Ländern bestand. 2007 führte das Unternehmen mit 120 Reiseleitern Exkursionen auf 360 Routen in 90 Ländern durch.

## Veröffentlichungen
- Ihr Herren Berge. Menschen und Gipfel im Lande der Inka. 2. Auflage. Engelhorn, Stuttgart 1959.
- Nigeria. Volk und Heimat, Buchenhain vor München 1963.
- Eisgipfel und Goldpagoden. Expedition ins Königreich Nepal. Bruckmann, München 1966.
- Die Hütten des Deutschen Alpenvereins. Deutscher Alpenverein, München 1969.